# Urbano Rovida
Urbano Rovida (Pavia, 25 maggio 1915 – ...) è stato un calciatore italiano, di ruolo attaccante.

## Carriera
Ha esordito diciottenne in Prima Divisione con il Pavia il 28 maggio 1933 nello spareggio Pavia-SPAL (3-1). Ha poi giocato per l'Alessandria e il Casale, prima di tornare alla Pavese e poi nel 1942-1943 ritornare a vestire i colori del Pavia che lo avevano visto esordire.

## Palmarès

### Club

#### Competizioni nazionali
- Prima Divisione: 1

Pavia: 1932-1933